# 白洪大台吉
白洪大台吉（?—?），明末蒙古右翼永谢布万户喀喇沁部领主，达延汗玄孙，昆都力哈之孫，摆三勿儿威正台吉的长子，又作白洪大哈、白忽台可汗。
白洪大台吉驻牧在独石口以北的开平，拥兵二万。隆庆五年（1571年），明朝与俺答汗达成封贡协议，明朝封他为指挥同知。万历元年（1573年），袭昆都力哈之职为都督同知。和明朝互市贸易于张家口。跟随二叔青把都儿台吉参与进攻明朝辽东，之后收敛，官至龙虎将军，劝三叔哈不慎台吉不要攻打明朝边境。